# NGC 6474
NGC 6474 (другие обозначения — UGC 10989, MCG 10-25-92, ZWG 300.68, IRAS17462+5718, PGC 60850) — галактика в созвездии Дракон.
Этот объект входит в число перечисленных в оригинальной редакции «Нового общего каталога».
В галактике вспыхнула сверхновая SN 2011bd типа Ia, её пиковая видимая звездная величина составила 16,0.